# Латіну
Латіну (рум. Latinu) — село у повіті Бреїла в Румунії. Входить до складу комуни Мексінень.
Село розташоване на відстані 164 км на північний схід від Бухареста, 24 км на північний захід від Бреїли, 26 км на захід від Галаца.

## Населення
За даними перепису населення 2002 року у селі проживали 711 осіб, з них 710 осіб (99,9%) румунів. Усі жителі села рідною мовою назвали румунську.